# パリ条約 (1515年)
パリ条約（パリじょうやく、フランス語: Traité de Paris）は1515年に締結された、スペインの推定相続人であるフランドル伯シャルル3世（後の神聖ローマ皇帝カール5世）とフランス王フランソワ1世の間の同盟条約。条約により、シャルル3世とルネ・ド・フランス（フランス王ルイ12世とアンヌ・ド・ブルターニュの娘、当時4歳）が婚約した。ルネが12歳になるとき、20万エキュとベリー公領（40万エキュ相当）を持参金として支払うとした。
条約はまた、フランスとフランドルの攻守同盟を結んだ。シャルル3世は当時、祖父のアラゴン王フェルナンド2世に味方していたが、6か月前にはじめたフェルナンド2世とフランスのナバラ王国に関する紛争においてフェルナンド2世に加担しないことを誓約した。しかし、条約が効力を持つことはなかった。